# Centre de divertissement
 (février 2010).
Si vous disposez d'ouvrages ou d'articles de référence ou si vous connaissez des sites web de qualité traitant du thème abordé ici, merci de compléter l'article en donnant les références utiles à sa vérifiabilité et en les liant à la section « Notes et références ».

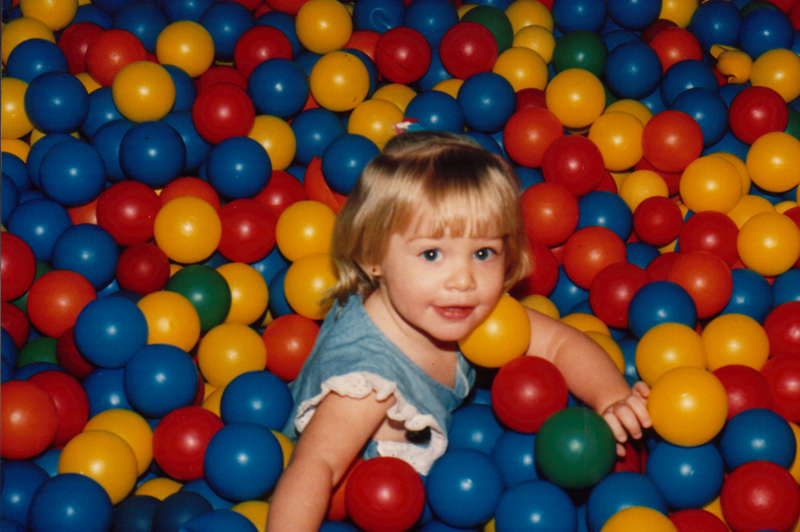
Un bambin dans une piscine à balles.

Un centre de divertissement est un bâtiment consacré au divertissement, à l'amusement proposant des jeux, jeux vidéo ou des activités liées à la détente et l'amusement. Ils sont très souvent décorés selon un thème. Il existe des chaînes de centres de divertissement tels les Boomers! Parks, KidZania, Legoland Discovery Centres ou les Dungeons comme le London Dungeon. 

## Liste de centres
- KidZania (en) est décrite comme la plus grande chaîne mondiale de centres de divertissement. D'origine mexicaine (1999), elle s'établit rapidement sur tous les continents entre 2006 et 2015[1].

### Europe
En France, il faut noter les tentatives parisiennes de Planète Magique à la Gaîté Lyrique qui a dû fermer à cause de graves problèmes de conception dont sa capacité horaire insuffisante ou du Parc océanique Cousteau au Forum des Halles trop onéreux pour le visiteur.
D'autres expériences plus raisonnées ont réussi comme le Playmobil Fun Park à Fresnes.
En Belgique, il existe Earth Explorer qui est un centre de divertissement scientifique réservé aux enfants sur le thème des quatre éléments (Terre, Eau, Air, Feu). Sa particularité est de posséder cinq petites attractions dont une barque scénique et une tour de chute.

### États-Unis
- Boomers! Parks en Californie, Floride et New York.
- DisneyQuest à Orlando et anciennement à Chicago.